# Westerdahl & Karsten

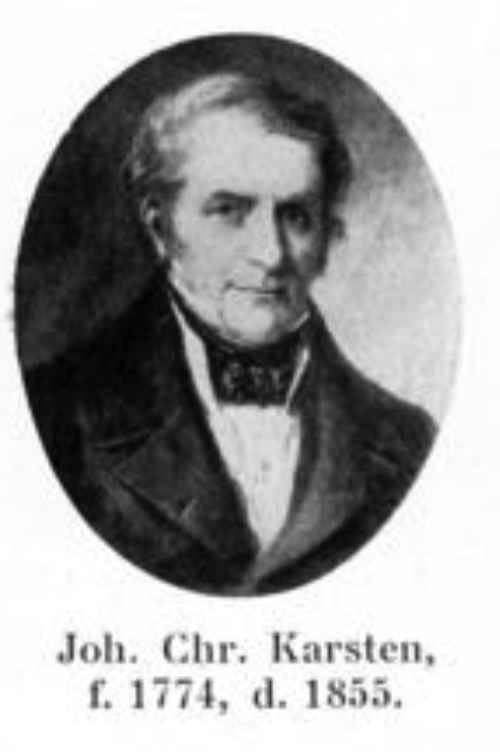
Johan Christian Karsten som startade bageriet.

Aktiebolaget Westerdahl & Karsten var ett svenskt bageriföretag som bildades 1820 på Mäster Samuelsgatan 56. Det grundades av Johan Christian Karsten.

## Historia
Bageriet på Mäster Samuelsgatan 56 hade grundats redan 1753, men då Johan Christian Karsten erhöll burskap i Stockholm år 1820 köpte han verksamheten, och samma år utnämndes han även till hovbagare. Firman var också från 1820-talet till det sena 1900-talet Kunglig Hovleverantör.
1855 tog Karstens son, Wilhelm Karsten, över firman varvid en kraftigt utveckling startades, och man var snart ett av Stockholms större bageriföretag. Då Wilhelm Karsten drog sig tillbaka 1884 togs bagaren Anders Rickard Westerdahl in som kompanjon, varvid aktiebolaget Westerdahl & Karsten bildades 1886. Westerdahl drev firman som dess direktör.
1915 tog Westerdahls son, Eric Anders Westerdahl, över ledningen och han företog många resor utomlands för att utveckla firman. Man utvecklade under hans tid både tillverkningsmetoder och införde modern hygien och kylmaskiner. På 1920-talet hade man ungefär 300 försäljningsställen i Stockholm, men huvudaffären låg alltjämt kvar på Mäster Samuelsgatan 56.
Bolaget var mest känt för sitt finbröd samt produkterna Karstens skorpor och Bispgårdens pepparkakor. Skorporna såldes under många år även utomlands och då främst till USA och Storbritannien under namnet Karstens Rusks.
Bolaget köptes 1958 av Erland Jarvin som fortsatte att utveckla bolaget under namnet Karstens bröd. Bolaget köptes under 1990-talet av Bageri Skogaholm.